# Doprovodná skupina
Doprovodná skupina, také doprovodná kapela, je skupina hudebníků doprovázející umělce (sólistu) při živém vystoupení (koncertu) nebo studiovém nahrávání. Buď hraje společně s umělcem jako již zavedená kapela, nebo je pouze sestavena – většinou ze studiových muzikantů – pro vystoupení, turné nebo nahrávání v nahrávacím studiu.

## Některé z nejznámějších doprovodných skupin (s jejich příslušným sólistou)

### Tuzemské
- Skupina Ladislava Štaidla a od roku 1989 Karel Gott Band (Karel Gott)
- Bacily (Václav Neckář)
- Vox (Pavel Novák)
- Indigo (Peter Nagy)
- Garage (Tony Ducháček)
- Garde (Lucie Redlová)

### Zahraniční
- The Aces (Desmond Dekker)
- Bluesbreakers (John Mayall)
- Crazy Horse (Neil Young; úspěšní i bez něj, protože Young není nedílnou součástí skupiny)
- The Animals (Eric Burdon)
- The Attractions (Elvis Costello)
- The Bad Seeds (Nick Cave)
- The Band (Bob Dylan)
- The Cardinals (Ryan Adams)
- The Drifting Cowboys (Hank Williams)
- The E Street Band (Bruce Springsteen)
- The Family Stone (Sly Stone)
- The Heartbreakers (Tom Petty)
- The Jordanaires (Elvis Presley; jeho doprovodné vokály 1956 až 1972)
- TCB Band (Elvis Presley; 1969 až 1977)
- The Miracles (Smokey Robinson)
- The Mothers of Invention (Frank Zappa)
- The New Power Generation (Prince)
- The News (Huey Lewis)
- The Raelettes (Ray Charles)
- The Revolution (Prince)
- The Rumour (Graham Parker)
- The Section (James Taylor, Jackson Browne, Warren Zevon)
- The Shadows (Cliff Richard)
- The Shondells (Tommy James)
- The Spiders from Mars (David Bowie)
- The Stooges (Iggy Pop)
- The Supremes (Diana Ross)
- The Tennessee Three (Johnny Cash)
- The Vandellas (Martha Reeves)
- The Wailers (Bob Marley)
- The Whole Band (Kevin Ayers)
- Santana (Carlos Santana)
- Bamada (Habib Koité)
- Alice Cooper (Alice Cooper)